# Mariä Himmelfahrt (Lichtenfels)

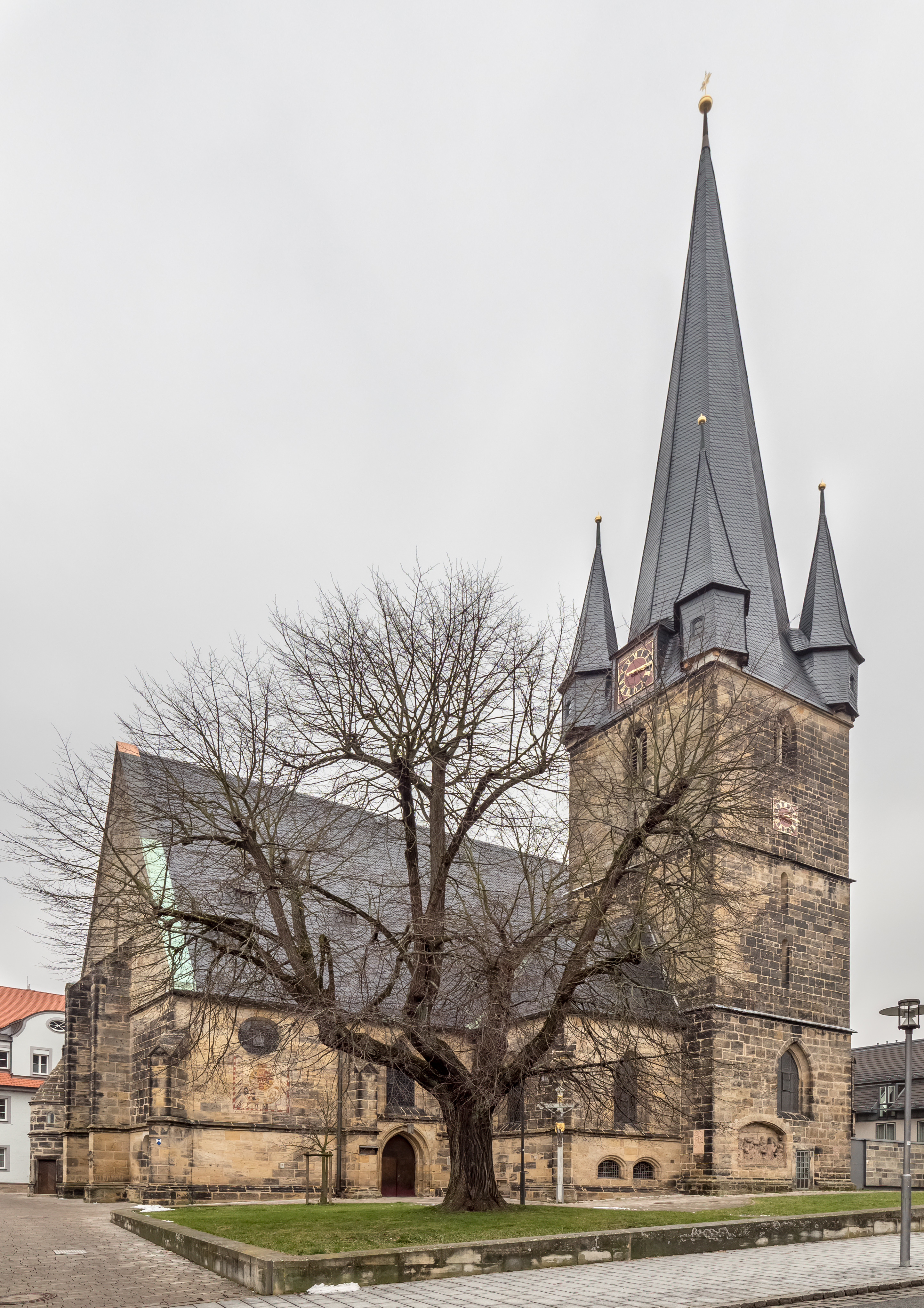
Katholische Stadtpfarrkirche Mariä Himmelfahrt in Lichtenfels

Die katholische Stadtpfarrkirche Mariä Himmelfahrt steht am Kirchplatz von Lichtenfels (Oberfranken) in Bayern. Ihr Chor wurde zwischen 1483 und 1487 gebaut. Das  Langhaus wurde zwischen 1517 und 1544 angebaut und aus Kostengründen mit einer flachen Holzdecke versehen.

## Geschichte
Die erste Kapelle in Lichtenfels wurde mit großer Wahrscheinlichkeit während der Herrschaft der Herzöge von Meranien errichtet. Mit Beginn der zweiten Hälfte des 13. Jahrhunderts wurde in dem geweihten Boden, auf dem die Kapelle stand, der Grundstein für eine neue Kirche gelegt, die im Jahr 1307 nachweisbar ist. Aus dieser Zeit stammen der 72 m hohe Turm und die Taufkapelle. 
Auf dem heutigen Kirchberg erstreckte sich der Friedhof, in dessen Mitte der Vorgängerbau der späteren Stadtpfarrkirche stand. Die damalige Friedhofskapelle mit Beinhaus wurde später erhöht, mit gotischen Fenstern und einem Kreuzgewölbe versehen und als Herz-Jesu-Kapelle dem Langhaus angegliedert.
In den Jahren von 1976 bis 1979 wurde die Stadtpfarrkirche von Hubert Weber neu gestaltet. Die Kirche erhielt einen aus Lindenholz geschnitzten und vergoldeten Ambo. Ebenfalls neu gestaltet wurden der Altar- und der Marienleuchter sowie das große doppelflügelige Hauptportal nach Entwürfen des Künstlers modelliert und in Bronze gegossen. 1977 wurde im Zuge einer Renovierung die Langhausdecke bemalt. 1993 wurde die alte Sakristei abgerissen und durch einen modernen Flachbau ersetzt, der sich gut an die Bausubstanz der Kirche angliedert.

## Baubeschreibung

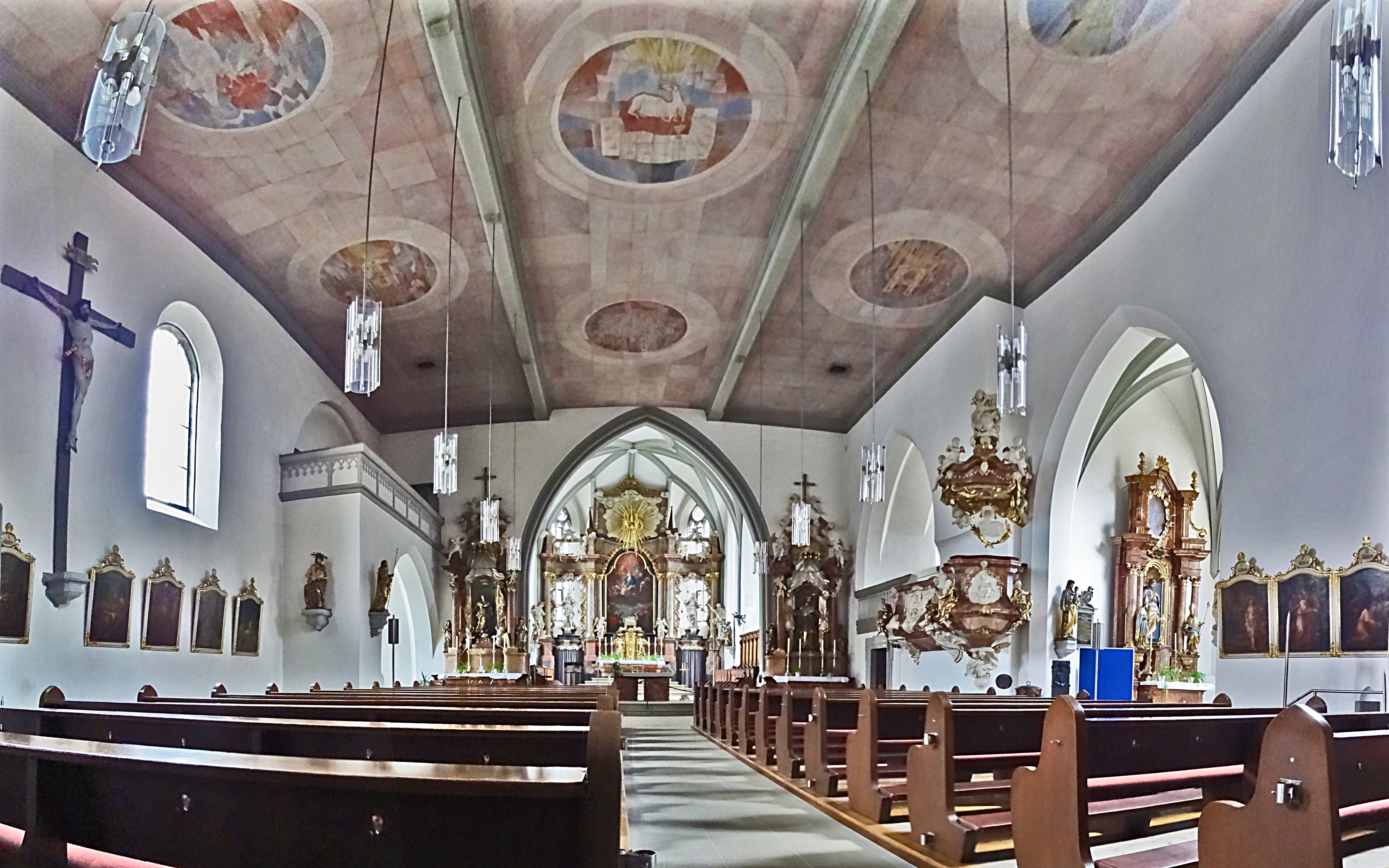
Innenansicht

Im Westen der Kirche erhebt sich die schmucklose Fassade, die durch zwei stark hervortretende, der Baustatik dienende Strebepfeiler betont wird. Durch diese vertikale Struktur wird die Stirnseite der Kirche in drei Achsen gegliedert, einem schmalen Mittelteil und zwei etwas breiteren Flanken. Die Ecken der Fassade sind zusätzlich mit kleineren Strebepfeilern diagonal besetzt. Die Horizontalgliederung der Fassade übernehmen ein Sockelband und ein Kaffgesims. Ein spitzbogiges Portal dient als Haupteingang der Stadtpfarrkirche. Die Vertikale wird durch den Glockenturm dominiert, der seitlich am Langhaus steht, bevor der Chor beginnt. Kehlgesimse gliedern ihn in drei Geschosse. Bekrönt wird er durch einen hohen schiefergedeckten Spitzhelm. Ihm radial zugeordnet sind vier polygonale Scharwachttürmchen.

## Glocken
Die größte und die kleinste Glocke waren im Ersten Weltkrieg von der Beschlagnahme befreit, im Zweiten Weltkrieg versuchte man die Marienglocke auszubauen, was nicht gelang, die Totenglocke kam nach Kriegsende zurück. Die anderen Glocken wurden 1942 eingeschmolzen. 1951 wurden drei neue Glocken der Gießerei J. P. Lotter aus Bamberg eingebaut.
| Name                  | Schlagton | Gewicht (kg) | Durchmesser (cm) | Inschrift                                     |
| --------------------- | --------- | ------------ | ---------------- | --------------------------------------------- |
| Marienglocke          | cis1      | 2300         | 1540             | 1772 GOSS MICH I. A. MAYER IN COBURG.         |
| Herz-Jesu-Glocke      | dis1      | 1600         | 1310             | HERZ JESU, QUELLE ALLEN TROSTES.              |
| Dreifaltigkeitsglocke | f1        | 1100         | 1150             | GLORIA PATRI ET FILII ET SPIRITUI SANCTO.     |
| Bruder-Konrad-Glocke  | gis1      | 0670         | 0990             | MIT GOTT – HL. BRUDER KONRAD – BITTE FÜR UNS. |
| Totenglocke           | e2        | 0105         | 0560             | SOLI DEO GLORIA.                              |

## Altäre
Der Hauptaltar von 1733 mit dem Altarbild, das die Aufnahme Mariens in den Himmel darstellt, nimmt die gesamte Breite des Chores ein. Rechts von ihm befindet sich die Figur des Heiligen Georg, links von ihm die des Erzengels Michael.
Der Nepomukaltar stammt aus der Zeit der Kanonisierung des Heiligen und dürfte damit einer der ältesten Nepomuk-Ältäre sein. Flankiert wird er links vom Heiligen Rochus und rechts von der Heiligen Philomena.
Der Marienaltar zeigt die Muttergottes als Mondsichelmadonna. Der Herz-Jesu-Altar war ursprünglich ein Schutzengelaltar. Über der Herz-Jesu-Statue steht die Einladung: „Venite ad me omnes“ (Kommt alle zu mir).

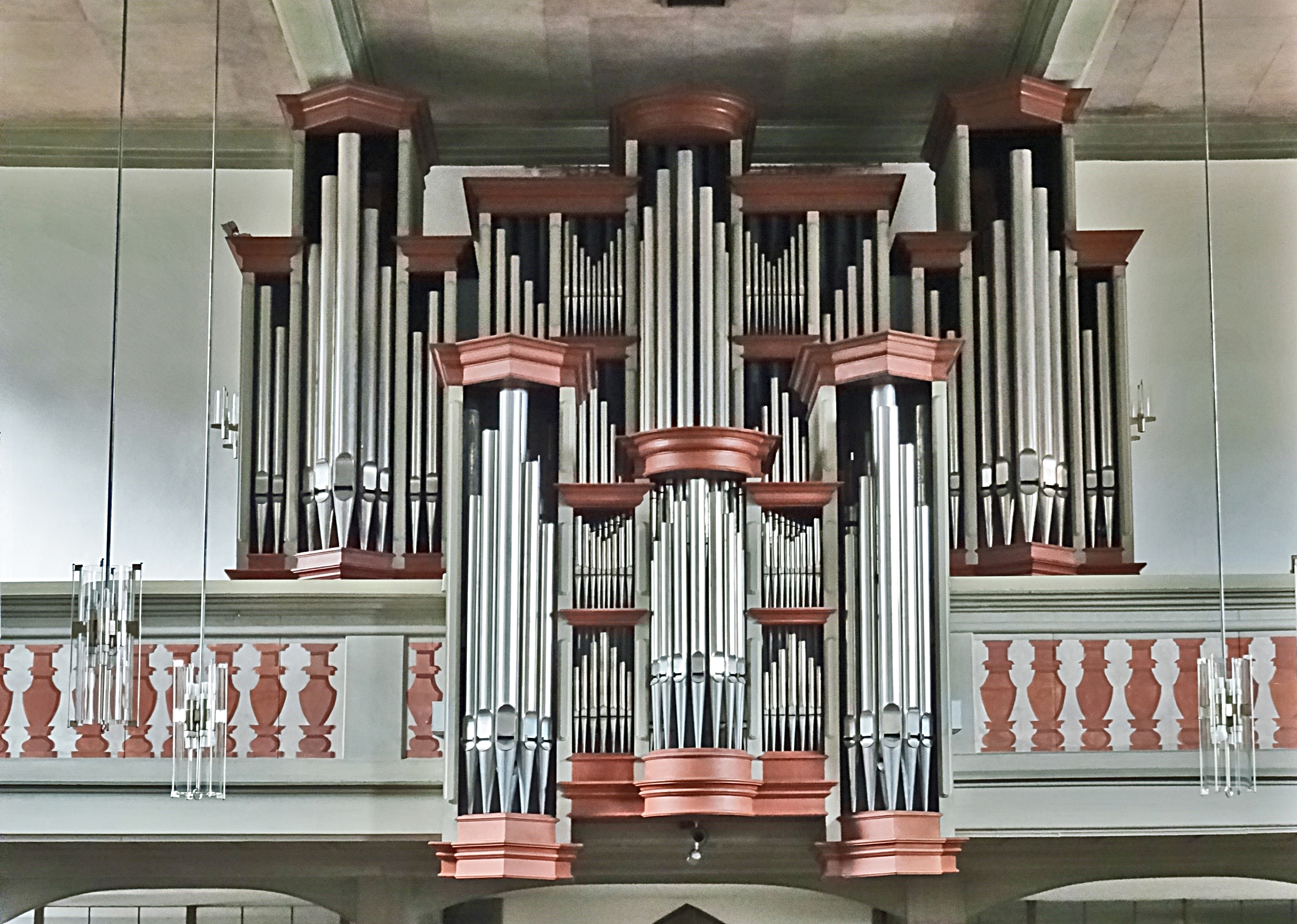
Eisenbarth-Orgel

## Orgel
Im Rundtürmchen führt eine Wendeltreppe zur Orgelempore. Dort steht die 1977 von der Firma Orgelbau Eisenbarth als opus 198 gebaute Orgel. Das Instrument hat 28 klingende Register und drei Manuale, von denen das zweite als Koppelmanual eingerichtet ist. Die Traktur ist mechanisch. Die Registertraktur wurde im Jahre 2006 von elektro-pneumatisch auf elektrisch umgebaut. 